# Acronychia goniocarpa
Acronychia goniocarpa är en vinruteväxtart som beskrevs av Merrill & Perry. Acronychia goniocarpa ingår i släktet Acronychia och familjen vinruteväxter. Inga underarter finns listade i Catalogue of Life.